# 羅氏大牙鯨鯰
羅氏大牙鯨鯰，為輻鰭魚綱鯰形目鯨形鯰科的其中一種，分布於南美洲尼格羅河上游流域，體長可達1.8公分，棲息在底中層水域，屬肉食性，生活習性不明。

## 擴展閱讀
維基物種上的相關：羅氏大牙鯨鯰